# معیارهای اشپیگلبرگ
معیارهای اشپیگلبرگ (انگلیسی: Spiegelberg criteria) ۴ معیار بالینی برای تشخیص بارداری خارج رحمی تخمدانی است که نامش را از پزشک آلمانی اُتو اشپیگلبرگ می‌گیرد.

## شرح
چهار معیار برای افتراق بارداری خارج رحمی تخمدانی از سایر انواع بارداری‌های خارج رحمی:
1. کیسه بارداری در ناحیه تخمدان قرار دارد.
2. حاملگی خارج از رحم توسط رباط تخمدانی به رحم چسبیده است.
3. بافت تخمدان در دیواره کیسه حاملگی از نظر بافت‌شناسی به اثبات رسیده است.
4. لوله رحم در سمت درگیر دست‌نخورده است.